# Завацька Наталія Євгенівна
Наталія Євгенівна Завацька — (28 лютого 1969, м. Луганськ) — український психолог, доктор психологічних наук, професор. Завідує кафедрою соціальної та практичної психології Східноукраїнського національного університету імені Володимира Даля. Заслужений діяч науки і техніки України (2019).
Народилася 28 лютого 1969 в м. Луганську Луганської обл. (Україна)

## Освіта
- Луганський державний педагогічний університет ім. Т. Г. Шевченка (1991).
- Міжрегіональна академія управління персоналом, м. Київ (1999 р.)
- Харківська медична академія післядипломної освіти (2001 р.)

## Напрями наукових досліджень
Соціокультурні та психологічні основи соціальної адаптації та реадаптації особистості; особистісна диференціація узалежненої поведінки особистості; теорія і практика психотерапії узалежненої поведінки людини: соціально-психологічний аспект; адаптаційний потенціал особистості та сучасні технології його розвитку; психологія ресоціалізації особистості в умовах соціальної ізоляції.
Створена нею наукова школа успішно працює над вирішенням практичних проблем у сфері соціально-психологічної адаптації та реадаптації особистості в умовах трансформаційних змін сучасного соціуму.
Голова спеціалізованої Вченої ради К.29.051.11 у Східноукраїнському національному університеті імені Володимира Даля із захисту кандидатських дисертацій за спеціальністю 19.00.05 — соціальна психологія; психологія соціальної роботи
Головний редактор фахового збірника наукових праць «Теоретичні та прикладні проблеми психології».
Голова організаційного комітету щорічних Міжнародних науково-практичних конференцій: «Сучасні проблеми гуманітарної науки і практики: філософський, психологічний та соціальний виміри» для молодих учених, аспірантів та студентів"; «Актуальні питання соціальної та практичної психології у координатах сучасних парадигм» та Всеукраїнського науково-практичного семінару «Теорія і практика психологічної допомоги: сучасні виміри»
Заступник голови Правління Луганського обласного відділення Всеукраїнської громадської організації «Товариство психологів України», очолює науково-практичний Центр сучасних психотехнологій (м. Луганськ), член Європейської асоціації психотерапевтів, член Української спілки психотерапевтів

## Науковий доробок
В науковому доробку понад 200 наукових та науково-методичних праць. Під її редакцією вийшло 15 монографій та 2 навчальних посібника. Автор книг:
- «Теоретичні підходи та основні методи психотерапії узалежненої поведінки: соціально-психологічний аспект» (Луганськ, 2008),
- «Психологія соціальної реадаптації осіб зрілого віку» (Луганськ, 2009),
- «Психологія ресоціалізації особистості в умовах соціальної ізоляції» (Луганськ, 2011),
- «Соціокультурні та психологічні аспекти адаптації особистості в сучасному соціумі» (Луганськ, 2012).